# Tichon Bumażkow
Tichon Pimienowicz Bumażkow (ros. Тихон Пименович Бумажков, ur. 17 czerwca?/30 czerwca 1910 w miejscowości Swijagino w Kraju Nadmorskim, zm. 1 grudnia 1941 w Orżyci) – jeden z pierwszych dowódców partyzanckich ZSRR podczas wojny niemiecko-radzieckiej, Bohater Związku Radzieckiego (1941).

## Życiorys
Od 1930 należał do WKP(b), w 1933 ukończył studia chemiczno-technologiczne w Mińsku, od 1935 był pracownikiem organów administracyjno-gospodarczych, państwowych i partyjnych w obwodzie mohylewskim i homelskim, m.in. dyrektorem fabryki i przewodniczącym rejonowego komitetu wykonawczego. W latach 1933–1935 służył w Armii Czerwonej, w lipcu 1939 został I sekretarzem oktiabrskiego rejonowego komitetu WKP(b). Po ataku Niemiec na ZSRR, w końcu czerwca 1941 wraz z Fiodorem Pawłowskim założył oddział partyzancki „Krasnyj Oktiabr'” („Czerwony Październik”), a w lipcu 1941 został jego komisarzem. Oddział ten współdziałał z regularnymi siłami Armii Czerwonej, dokonując dywersji na tyłach niemieckich oddziałów. W sierpniu 1941 T. Bumażkow został skierowany do jednostki frontowej na Front Południowo-Zachodni jako szef wydziału politycznego grupy kawalerii w korpusie Oki Gorodowikowa, 1 grudnia 1941 podczas wychodzenia z okrążenia w walkach w obwodzie połtawskim zginął.
6 sierpnia 1941 za zasługi w organizowaniu ruchu partyzanckiego w wojnie z Niemcami został uhonorowany tytułem Bohatera Związku Radzieckiego i Orderem Lenina.